# Ленчевская, Марина Александровна
Мари́на Алекса́ндровна Ленче́вская (бел. Марына Аляксандраўна Лянчэўская, род. 12 марта 1971, д. Евдокимовичи, Шкловский район, Могилёвская область, Белорусская ССР, СССР) — белорусский политик, депутат Палаты представителей Национального собрания VII созыва. В Палате представителей Белоруссии является членом Постоянной комиссии по национальной безопасности.

## Биография
Родилась 12 марта 1971 года в д. Евдокимовичи Шкловского района Могилевской области.
Имеет высшее образование, окончила Могилёвский государственный педагогический институт им. А. А. Кулешова, а также Белорусский институт правоведения.
Работала помощником прокурора Ленинского района г. Могилёва, старшим прокурором отдела прокуратуры Могилевской области, старшим помощником прокурора Могилевской области, начальником отдела прокуратуры Могилёвской области, старшим прокурором отдела Генеральной прокуратуры Республики Беларусь, начальником секретариата председателя правления ОАО «АСБ Беларусбанк».
Возглавляет объединенную организацию ОАО «АСБ Беларусбанк» общественного объединения «Белорусский союз женщин», является членом Президиума общественного объединения «Белорусский союз женщин».
17 ноября 2019 года, на прошедших парламентских выборах, была избрана депутатом по Западному избирательному округу № 102. По результатам голосования, за её кандидатуру были поданы 15 761 голос (39,13 % от общего числа), явка избирателей на округе составила 64,0 %.

## Семья
Замужем, воспитывает двоих сыновей.